# Georg Hansen

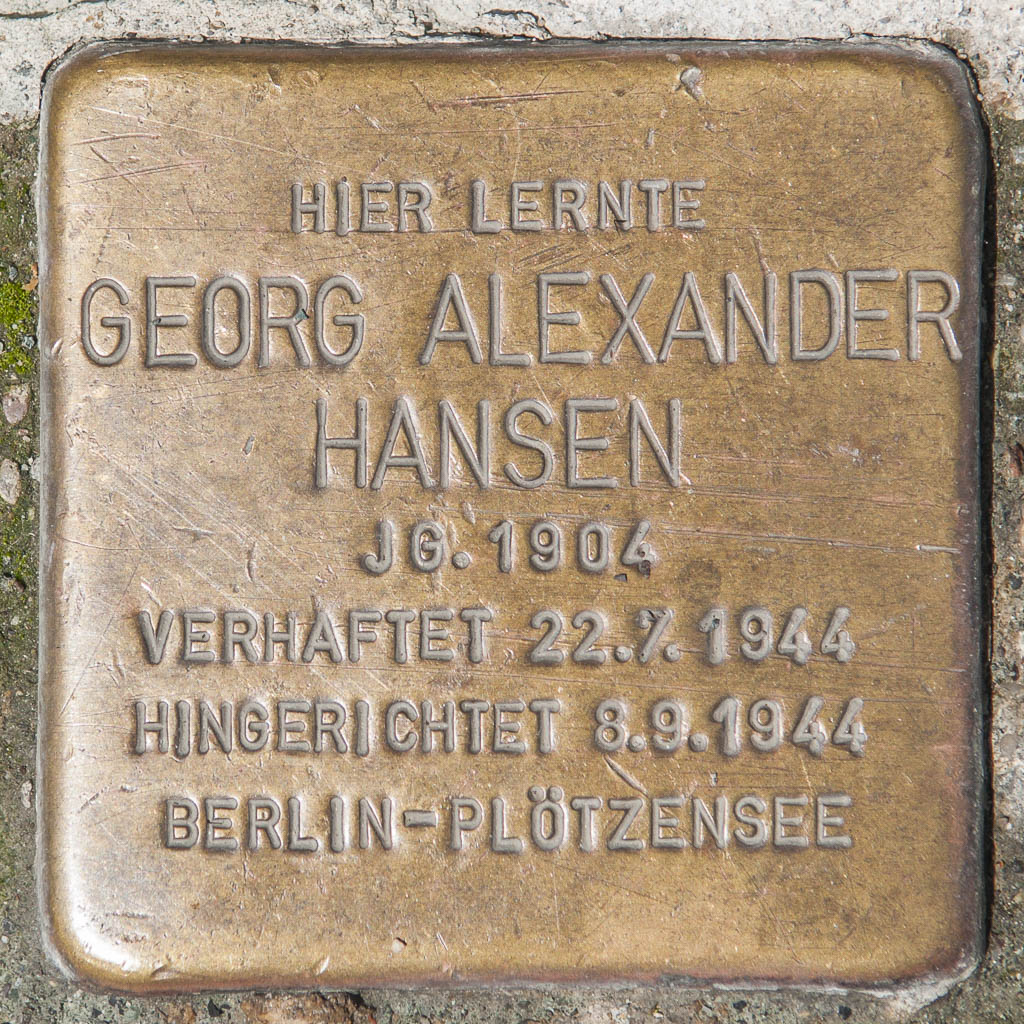
Lápida de Georg Hansen, tiene grabado su nombre completo, así como su fecha de nacimiento y de muerte.

Georg Alexander Hansen (5 de julio de 1904, Sonnefeld, Sajonia-Coburgo y Gotha - 8 de septiembre de 1944, Plötzensee, Alemania) fue un Oberst (Coronel) en el Estado Mayor y uno de los participantes en la resistencia alemana contra el régimen nazi de Adolf Hitler.

## Primeros años
Georg Hansen nació en Sonnefeld, siendo hijo de Theodor Hansen, Oberforstmeister del Ducado de Sajonia-Coburgo y Gotha. En Coburgo, asistió desde 1914 al Gymnasium (escuela secundaria) Casimirianum, donde se graduó en 1923. Después estudió Derecho durante dos semestres en la Universidad de Erlangen. En 1924 se unió a los Panzergruppe del Reichswehr (posteriormente la Wehrmacht). Fue promovido a Leutnant en 1927, después a Oberleutnant en 1931 en el Departamento Bávaro de Vehículos Motorizados en Fürth. En el mismo año se casó con Irene Stölzel de Michelau; con ella tuvo cinco hijos.
En 1935 Hansen se convirtió en comandante de formación del estado mayor en la Academia Militar (Kriegsakademie) en Berlín-Moabit, donde conoció al Jefe de Estado Mayor Ludwig Beck y al Conde Claus von Stauffenberg. En 1937, fue transferido al Departamento de Inteligencia Exterior y Contrainteligenia (Departamento de Ejércitos Extranjeros del Este) en el Ministerio de Guerra del Reich bajo el mando del Konteradmiral Wilhelm Canaris. A inicio de 1939, este departamento fue renombrado como Amt Ausland / Abwehr (Oficina de Inteligencia Militar Extranjera). Ahí Hansen, como líder de grupo en la I División, fue promovido a Mayor en mayo de 1941 y a Oberstleutnant en julio de 1942. En 1943 sucedió a Hans Piekenbrock como el Jefe de la I División, Servicio Secreto de Inteligencia. Su tarea incluía el reconocimiento militar en los países extranjeros. Finalmente, Canaris, antes de su dimisión en febrero de 1944, nombró a Georg Hansen como su sucesor como Jefe de la Inteligencia Militar. En marzo de 1944 Hansen asistió a un encuentro con el Sicherheitsdienst (SD) para establecer un servicio de inteligencia unificado. Dos meses más tarde, en mayo de 1944, él y la mayor parte de su personal fue transferido al Reichssicherheitshauptamt (RSHA), donde sirvió como adjunto bajo su inmediato superior, Walter Schellenberg.

## Intento de asesinato de Hitler
Probablemente bajo la influencia de Beck, la conversión de Hansen lo llevó a la oposición para 1938; la revisión del oficial de los crímenes del Régimen Nazi pudo llevarlo finalmente a unirse a la Resistencia. Era uno de los informantes clave del grupo de la resistencia liderado por dos hombres, Generalmajor Henning von Tresckow y Oberst Claus von Stauffenberg. Hansen trabajó desde 1943 en todos los planes para el intento de asesinato de Hitler. En 1944, tomó parte en los encuentros preparativos más importantes. Hansen organizó el uso de coches y aviones así como la protección de los co-conspiradores. Su casa en Rangsdorf sirvió a menudo como lugar de encuentro de los conspiradores. Si sucedía el ataque, él ocuparía el RSHA y arrestaría a los comandantes de las SS. Además, estaba planificado que sería él, en nombre de Beck, quien era asignado como Jefe de Estado interino, el que negociaría con el General Dwight D. Eisenhower un acuerdo de paz separado con las Potencias Occidentales. Debido a fuertes desacuerdos con Stauffenberg sobre los planes políticos después del ataque, Hansen decidió con poca antelación no participar personalmente y condujo el 18 de julio hasta Michelau para el bautismo de su hija pequeña. Aunque sabía que Hitler había sobrevivido al ataque y que el golpe de Estado había fracasado, y aunque había la posibilidad de fuga, retornó el 21 de julio. El 22 de julio el jefe de la Gestapo, Heinrich Müller, lo convocó al RSHA, donde Hansen fue arrestado en la sala de espera. Fue puesto bajo un prolongado interrogatorio, durante el cual se derrumbó y confesó todo.
El 4 de agosto le fue dada por el Ehrenhof (Corte de Honor), formado dos días antes,  su renuncia con deshonor de la Wehrmacht, de tal modo que la corte marcial (Reichskriegsgericht) ya no era responsable de la sentencia.

## Muerte
El día de la comparecencia, el 10 de agosto de 1944, Georg Hansen, así como Erich Fellgiebel, Alfred Kranzfelder, Fritz-Dietlof Graf von der Schulenburg y Berthold Schenk Graf von Stauffenberg fueron, en un juicio espectáculo en el Volksgerichtshof, bajo el presidente Roland Freisler, sentenciados a muerte. El 8 de septiembre de 1944, la sentencia fue ejecutada en la horca en la prisión de Plötzensee.

## Consecuencias
La familia Hansen fue considerada culpable por asociación. Sus propiedades fueron confiscadas, la esposa arrestada y los cinco hijos fueron puestos en un orfanato en Bad Sachsa, donde no se les permitió llevar el nombre de la familia. En el mismo orfanato también estaban los hijos de otros conspiradores, como los Stauffenbergs y los von Witzlebens. A finales de septiembre de 1944, a los hijos se les permitió volver con su madre, que también fue liberada, en Michelau.
La hostilidad hacia la familia continuó incluso después del fin de la guerra. La viuda de Hansen sostuvo una lucha de un año contra la República Federal de Alemania en los tribunales para obtener una pensión como viuda de guerra. Pero los tribunales se la denegaron porque su marido había sido expulsado con deshonor de la Wehrmacht.